# Мадам Бовари
„Мадам Бовари“ (на френски: Madame Bovary) е първият и най-прочут роман на Гюстав Флобер. Благодарение на новаторския реалистичен изказ на автора и необикновения начин на изпълнение романът е считан за едно от най-значимите произведения във френската литература.
Романът е публикуван за първи път в списание „Ревю дьо Пари“ през 1856 г. Редакцията налага съкращения и предлага на читателите само фрагменти от романа, но въпреки това през 1857 г. Флобер, заедно с директора и редакторите на списанието, е изправен пред френския съд заради „накърняване на обществения и религиозен морал и нарушаване на добрите нрави“. Флобер е оправдан и още същата година излиза пълната версия на романа.

## Сюжет
Внимание:  Текстът по-долу разкрива сюжета на произведението (или части от него)!
Действието се развива в Нормандия, Северна Франция. Амбициозната майка на Шарл Бовари го изпраща да учи медицина и против волята му го бракосъчетава с по-възрастна от него жена. Шарл е човек без амбиции, но с добро сърце и няма смелостта да се противопостави на майка си. Нелеп инцидент го изпраща да прегледа пациент в малко селце в близост до Руан и там за първи път среща Ема. Младата девойка, отраснала в манастир, е отчаяна романтичка, която искрено вярва, че щастливата любов, описана в романите, които чете, определено съществува. Ема се омъжва за Шарл, който я обожава и боготвори. Тя се надява, че чрез този брак ще започне да води по-социален и по-вълнуващ живот, но много скоро я връхлита огромното разочарование от обикновеното провинциално ежедневие. Ема започва да разбира, че речта на Шарл е „плоска като уличен тротоар“, че той не обича театъра и поезията, не умее да плува, нито да стреля с револвер, не учи нищо, не знае нищо, не желае нищо. С времето тя започва все повече да се отдалечава от съпруга си и си задава въпроса: „Защо, Боже мой, се омъжих?“. Тя не може да се задоволи с живот, „студен като таванско помещение със северен прозорец, и с досадата“. Влошаващото се здраве на госпожа Бовари и непрестанните ѝ депресии карат Шарл, загрижен за нейното здраве, да вземе решението да се преместят в по-голям град. Той смята, че смяната на климата ще се отрази добре на съпругата му. Двамата се преместват в Йонвил, където бързо се сприятеляват с аптекаря Оме и неговото семейство. В къщата на семейство Оме живее и Леон – помощникът на местния нотариус, който също като Ема се интересува от музика и литература. Ема се влюбва в младия мъж, но скоро той заминава за Париж и тя отново остава сама.
Ема става все по-отчаяна и недоволна от съществуването си. Дори раждането на малката Берта не запълва празнините в живота ѝ. Тя продължава да изпада в депресии и често променя настроенията си. За да запълни празнината след заминаването на Леон, тя започва да търси утеха в пазаруването. Хитрият търговец Льорьо се възползва от това и тя започва да задлъжнява все повече и повече.
По-късно Ема среща Родолф Буланже – заможен земевладелец и ерген. Той идва на посещение при Шарл заедно с ратая си, който иска да му пуснат кръв. Родолф, който е опитен женкар, веднага забелязва красотата на госпожа Бовари. Не след дълго той успява да я съблазни и те започват тайна връзка, която за Ема се превръща в безумна любов и опиянение. Тя продължава да купува скъпи и луксозни дрехи и мебели, както и подаръци за любовника си, с което още повече задлъжнява. Мисълта да погуби съпруга си не я плаши. Тя планира бягство заедно с Родолф, но малко преди да заминат той ѝ изпраща писмо, в което се сбогува с нея. Съкрушена от новината, тя отново се разболява. За да разведри съпругата си, Шарл решава да отидат на театър в Руан, където те случайно срещат Леон. След тази среща Ема започва афера с Леон. Лъжейки Шарл, че ходи на уроци по пиано, тя прекарва незабравими мигове с него.
Междувременно кредитите от лукавия търговец Льорьо се увеличават, и когато той си иска дължимото, Ема изпада в безизходица. Тя търси помощ при Леон, който обаче се страхува и не може да ѝ помогне. След това, изпълнена с надежда, че той ще я спаси, тя отива при първия си любовник, Родолф, който също не иска или не може да ѝ помогне. Това я довежда до огромно разочарование и отчаяние. Тя решава да сложи край на живота си, като взима арсеник от аптеката на Оме. След жестоки болки и мъчения Ема умира.
Шарл не успява да превъзмогне смъртта на любимата си. Съкрушен от прелюбодейството, Шарл намира писмата на Ема с Родолф и Леон, но въпреки срама и болката, намира сили да прости на невярната си съпруга. Неговият живот без Ема е поредица от падения и безкрайна самота. Скоро след това Шарл умира, напълно съкрушен и безпомощен. Малката Берта отива при баба си, която не след дълго също умира и затова е изпратена при своя леля, която обаче е бедна и изпраща момичето да работи във фабрика за памучна прежда.

## Герои
- Ема Бовари – дъщеря на Теодор Руо, втората съпруга на Шарл Бовари
- Шарл Бовари – съпруг на Ема Бовари, лекар
- Берта Бовари – дъщеря на Ема и Шарл Бовари
- Шарл-Дьони-Бартоломе Бовари – баща на Шарл Бовари
- Госпожа Бовари – майка на Шарл Бовари, съпруга на Шарл-Дьони-Бартоломе Бовари
- Госпожа Елоиза Дюбюк – първата съпруга на Шарл Бовари
- Господин Оме – аптекарят
- Лестибудоа – пазач и гробар
- Госпожа Льофрансоа – стопанка на „Златен лъв“
- Господин Бине – бирник
- Леон Дюпюи – помощник на нотариуса, втори любовник на Ема Бовари
- Абат Бурнизиен – свещеник
- Господин Льорьо – търговец на платове
- Господин Гийомен – нотариус
- Родолф Буланже – земевладелец, първи любовник на Ема Бовари
- Господин Тюваш – кмет
- Стрина Роле – дойка

## Форма
В романа „Мадам Бовари“ Флобер се дистанцира от повествованието в първо лице, което преобладава в епохата на Романтизма. Разказвачът се въздържа от коментари, оценки и заключения и поднася историята на семейство Бовари по максимално обективен начин. Реализмът на Флобер заживява от любовта му към детайлите. Описанията в романа са така добре съставени, подробни и свързани помежду си, че читателят сам успява да си направи изводи за героите и случките в произведението.
Това се разбира още в началото, когато Флобер така описва шапката на ученика Шарл Бовари, че читателят има усещането, че добре познава човека, който я носи. Интересен факт е, че Флобер категорично отказва романът му да бъде причислен към епохата на Реализма.

## Автобиографични елементи
- Хирургията – бащата на Флобер е бил известен и уважаван хирург. Шарл Бовари също е лекар, но недотам прочут.
- Детството – Гюстав Флобер е нежелано дете в семейството и никога не получава достатъчно обич. Берта Бовари също е разочарование за Ема Бовари, която се надява да роди момче. Момиченцето прекарва повече време при дойката и прислугата и никога не получава достатъчно искрена обич от майка си.
- Правото – Флобер е следвал право, също като втория любовник на Ема Бовари – Леон.
- Психически заболявания – поради заболяване от епилепсия Гюстав Флобер прекъсва следването си. Главната героиня в романа – Ема Бовари – също страда от нервни разстройства и депресии.
- Град Руан – родният град на Флобер и място на действието в романа Мадам Бовари

Редом с автобиографичните елементи, романът съдържа и редица препратки към действителни места, лица и събития. Например в името Бовари се крие името на град Ри, близо до Руан, където живеела жена на лекар на име Делфин Делмар. Нейната трагична съдба вдъхновява Флобер да създаде романа „Мадам Бовари“.

## Превод на български език
Мадам Бовари (превел от френски Константин Константинов), 420 стр., София: Народна култура, 1984-1985.

## Екранизации
| Година | Филм                        | Държава           | режисьор           |
| ------ | --------------------------- | ----------------- | ------------------ |
| 1934   | Мадам Бовари                | Франция           | Жан Реноар         |
| 1937   | Мадам Бовари (1937)         | Германия          | Герхард Лампрехт   |
| 1947   | Мадам Бовари                | Аржентина         | Карлос Шлипер      |
| 1949   | Любовниците на мадам Бовари | САЩ               | Винсънт Минели     |
| 1968   | Мадам Бовари                | Германия          | Ханс Дитер Шварце  |
| 1969   | Голата Бовари               | Германия · Италия | Ханс Шот Шьобингер |
| 1974   | Мадам Бовари                | Франция           | Пиер Кардинал      |
| 1975   | Мадам Бовари                | Великобритания    | Родни Бенет        |
| 1991   | Мадам Бовари (1991)         | Франция           | Клод Шаброл        |
| 1991   | Мадам Бовари от Сливен      | България          | Емил Цанев         |
| 1992   | Майа Мемсааб                | Индия · Франция   | Китан Мета         |
| 2000   | Мадам Бовари                | САЩ               | Тим Фиуел          |